# 변종 크로이츠펠트-야코프병

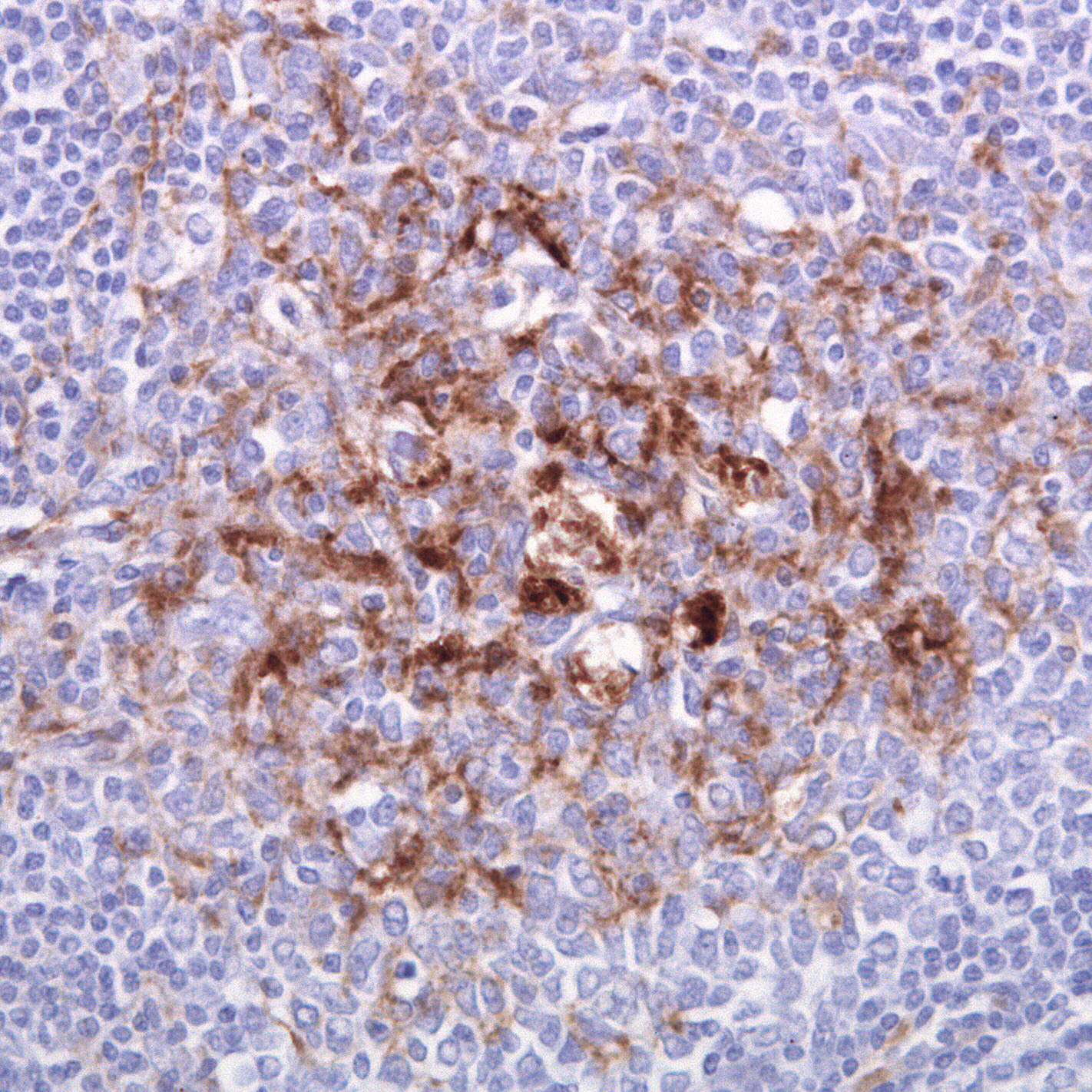

변종 크로이츠펠트-야코프병(variant CJD, vCJD)은 크로이츠펠트-야코프병의 변종이다.
소해면상뇌병증(광우병)과 증상이나 병인체가 유사하기 때문에 소에게서 인간으로 전염된 것으로 추정된다. 증명되지는 않았으나, 광우병은 소고기(뇌, 척수, 내장 등 포함), 또는 그 가공물을 먹은 인간에 전염될 수 있다고 여겨지고 있다.

## 원인
수혈이나 성장호르몬에 의해 전파된다.

## 채혈 제한
2004년 의학 저널인 《Lancet》에 발표된 논문에서 변형 프리온이 수혈을 통해 전염될 수 있음을 제시하였다. 이 발견은 크로이츠펠트-야코프병이 빠르게 확산될 수 있음을 경고하였으나, 혈액 기증자가 감염되었을 때에 변형 프리온이 잠복하게 되는지의 여부를 가리는 실험은 없었다.
이에 대한 반향으로 영국, 미국, 오스트레일리아, 싱가폴, 캐나다, 덴마크, 스위스, 대한민국 등의 나라에서는 1980년부터 1996년까지 영국(또는 유럽)에서 수 개월 이상 체류한 이들로부터는 채혈을 금하고 있다.
대한적십자사 혈액관리본부  가 밝히고 있는 크로이츠펠트-야코프병 관련 채혈 제한사항은 다음과 같다.
| 대상지역 | 대상지역           | 대상국가 | 기간                  | 거주 또는 체류기간 |
| -------- | ------------------ | --- | --------------------- | ------------------ |
| 영국     | 영국               | 본토, 북아일랜드, 스코틀랜드, 웨일즈, 맨섬, 채널제도, 지브롤터 | 1980년부터 1996년까지 | 1개월 이상         |
| 영국     | 영국               | 본토, 북아일랜드, 스코틀랜드, 웨일즈, 맨섬, 채널제도, 지브롤터 | 1997년부터 현재까지   | 3개월 이상         |
| 프랑스   | 프랑스             | 프랑스 | 1980년부터 현재까지   | 5년 이상           |
| 유럽     | 광우병 발생 국가   | 그리스, 덴마크, 체코, 슬로바키아, 슬로베니아, 핀란드, 폴란드, 룩셈부르크, 리히텐슈타인, 오스트리아, 스위스, 스페인, 독일, 포르투갈, 이탈리아, 네덜란드, 벨기에, 아일랜드                     | 1980년부터 현재까지   | 5년 이상           |
| 유럽     | 위험성이 높은 국가 | 안도라, 알바니아, 크로아티아, 산마리노, 헝가리, 노르웨이, 불가리아, 보스니아-헤르체고비나, 루마니아, 마케도니아, 모나코, 아이슬랜드, 바티칸, 유고슬라비아(세르비아-몬테네그로), 말타, 스웨덴 | 1980년부터 현재까지   | 5년 이상           |

## 같이 보기
- 광우병 (소해면상뇌증)
- 치명적 가족성 불면증
- 프리온 질병
- 프리온
- 의인성 크로이츠펠트-야코프병(iCJD, iatrogenic CJD)